# 다케하라촌 (미에현)
다케하라촌(竹原村)은 미에현 이치시군에 있던 촌이다. 현재의 쓰시에 해당한다.

## 역사
- 1889년 4월 1일 - 정촌제 시행에 의해 이치시군 다케하라촌이 성립하였다.
- 1955년 3월 15일 - 야치촌, 다로오촌, 이세치촌, 야와타촌, 다게촌과 합병해 미즈기촌이 성립하여, 동일 다케하라촌은 폐지되었다.

## 교통

### 철도
- 일본국유철도
  - 메이쇼선

## 참고문헌
- 角川日本地名大辞典 24 三重県